# Sous (Latchine)
Sous (en azéri : Sus, en arménien : Սուս) est un village situé dans le raïon de Latchine en Azerbaïdjan. De 1992 à 2020, c'était une communauté rurale de la région de Kashatagh, de la république du Haut-Karabagh.

## Géographie
La localité de Sous est située dans le Haut-Karabagh, au milieu du corridor de Latchine à 3 km à l'ouest de Latchine et à 4,5 km de la frontière arménienne.

## Histoire
En 1992, au cours de la première guerre du Haut-Karabakh, le village passe sous le contrôle des forces arméniennes et est intégré à la région de Kashatagh, dans la république du Haut-Karabagh.
Conformément à l'accord de cessez-le-feu du 10 novembre 2020 qui met fin à la deuxième guerre du Haut-Karabagh, le raion de Latchine est restitué à l'Azerbaïdjan le 1er décembre suivant. Cependant, le corridor de Latchine est maintenu comme lien terrestre entre l'Arménie et le Haut-Karabagh et placé sous la responsabilité des forces russes de maintien de la paix. 
La trentaine d'Arméniens encore présents dans le village sont évacués peu avant que l'Azerbaïdjan ne reprennent le contrôle de Latchine, Sous et Zaboukh le 26 août 2022.